# Metalepsis orilliana
Metalepsis orilliana là một loài bướm đêm trong họ Noctuidae.